# Bangana brevirostris
Bangana brevirostris es una especie de peces de la familia de los Cyprinidae en el orden de los Cypriniformes.

## Reproducción
Es ovíparo.

## Hábitat
Es un pez de agua dulce endémico en China.